# Tre pazzi a zonzo
Tre pazzi a zonzo (At the Circus) è un film del 1939 diretto da Edward Buzzell, interpretato dai fratelli Marx, Margaret Dumont e Eve Arden.

## Trama
Jeff Wilson, diseredato dalla ricca zia Suzanne Dukesbury, è innamorato dell'artista Julie Randall che lavora nel suo circo. Il cattivo Carter gli ruba l'incasso per sottrargli il circo ma Wilson, aiutato dall'avvocato Loophole, da Antonio e da Punchy, riuscirà a recuperare i soldi e la stima della ricca zia in un rocambolesco spettacolo circense.

## Produzione
Il film fu prodotto dalla Metro-Goldwyn-Mayer (MGM) (controlled by Loew's Incorporated).

## Distribuzione
Distribuito dalla Metro-Goldwyn-Mayer (MGM), uscì nelle sale cinematografiche USA il 20 ottobre 1939.